# Clusiodes megaspilos
Clusiodes megaspilos är en tvåvingeart som beskrevs av Mcalpine 1960. Clusiodes megaspilos ingår i släktet Clusiodes och familjen träflugor. Inga underarter finns listade i Catalogue of Life.